# Министерство регионального развития и инфраструктуры Грузии
Министерство регионального развития и инфраструктуры Грузии отвечает за региональное развитие и развитие инфраструктуры, регулирование деятельности в данном секторе Грузии.

## История
Министерство было создано на основе предыдущего правительственного агентства, называемого Государственным министерством по вопросам регионального управления 2 февраля 2009 года в соответствии со статьёй 81 Конституции Грузии и Закона о структуре, полномочиях и порядке деятельности Правительства Грузии. Отдельный государственный орган Единая транспортная администрация и Департамент автомобильных дорог были упразднены, а их сфера деятельности была передана вновь созданным министерствам. Министерство финансируется из государственного бюджета. Давид Ткешелашвили был назначен первым министром.

## Структура
Министерство курирует региональное развитие и развитие инфраструктуры всей страны, которое включает в себя модификацию и модернизацию государственной сети дорог международного и национального значения. Оно также отвечает за деятельность в области мониторинга архитектурно-строительных работ в Грузии. Министерство поднимает вопросы с предложением проектов по модернизации грузинской инфраструктуры, которые затем рассматриваются парламентом Грузии. Министерство состоит из:
- Канцелярии министра;
- Административного отдела генеральной инспекции;
- Отдела правового обеспечения и реформ;
- Отдела регионального развития;
- Отдела по связям с общественностью;
- Координационного бюро мобилизации и военного состава;
- Управления международных отношений, а также его подразделений (Департамента автомобильных дорог Грузии, Транспортной администрации);
- Главной архитектурно-конструкционной инспекции.